# Air Force One (film)
Air Force One är en amerikansk actionfilm som hade biopremiär i USA den 25 juli 1997, i regi av Wolfgang Petersen med Harrison Ford i huvudrollen som USA:s president. Air Force One är anropsnamnet för flygplan som tillhör USA:s flygvapen när presidenten befinner sig ombord.

## Handling
Amerikanska och ryska specialförband går samman för att gripa Kazakstans självutnämnde ledare, den hårdföre diktatorn och neo-kommunisten general Ivan Radek (Jürgen Prochnow). Operationen lyckas och den amerikanske presidenten James Marshall (Harrison Ford), en krigshjälte som tjänstgjorde under Vietnamkriget, hyllas i Moskva under sitt besök där. Men då president Marshall senare under kvällen ska tillbaka till Washington, D.C. med sitt tjänsteflygplan Air Force One, så tar sig sex ryska Radek-lojala terrorister ledda av Egor Korshunov (Gary Oldman) ombord på flygplanet med hjälp av falska identiteshandlingar som journalister. De kapar flygplanet, och tänker hålla Marshall som gisslan och kräva att general Radek släpps. Men Marshall lyckas fly i en räddningskapsel. Det är i alla fall vad de tror, för snart börjar en okänd person ställa till med trubbel för terroristerna.

## Om filmen
Filmen nominerades för två Oscars för bästa ljud och bästa klippning men förlorade båda nomineringarna till Titanic.

## Rollista (i urval)

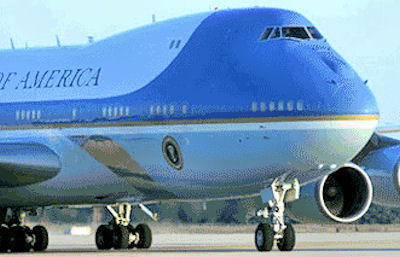
Air Force One

- Harrison Ford – James "Jim" Marshall, USA:s president
- Gary Oldman – Egor Korshunov, terroristernas ledare
- Glenn Close – Kathryn Bennett, USA:s vicepresident
- Wendy Crewson – Grace Marshall, USA:s första dam
- Paul Guilfoyle – Lloyd "Shep" Shepherd, Vita husets stabschef
- William H. Macy – Norman Caldwell, major i USA:s flygvapen
- Liesel Matthews – Alice Marshall, presidentens dotter
- Dean Stockwell – Walter Dean, USA:s försvarsminister
- Xander Berkeley – Gibbs, Secret Service-agent
- Bill Smitrovich – General Northwood, USA:s försvarschef
- Elya Baskin – Andrei Koltjak, terroristernas pilot
- David Vadim – Igor Nevsky, terrorist
- Tom Everett – Jack Doherty, USA:s nationella säkerhetsrådgivare
- Spencer Garrett – Thomas Lee, medhjälpare för Vita huset
- Philip Baker Hall – Andrew Ward, USA:s justitieminister
- Donna Bullock – Melanie Mitchell, biträdande pressekreterare
- Don R. McManus – Överstelöjtnant Jack Carlton, F-15 "Halo Flight" Leader
- David Gianopoulos – Johnson, Secret Service-agent
- Glenn Morshower – Walters, Secret Service-agent
- Jürgen Prochnow – Ivan Radek, general och tidigare diktator
- Alan Woolf – Petrov, Rysslands president
- J.A. Preston – Generalmajor, som hade varit president Marshalls befälhavare under Vietnamkriget
- Levan Uchaneishvili – Sergej Lenski, terrorist
- Andrew Divoff – Boris Bazylev, terrorist
- Ilia Volok – Vladimir Krasin, terrorist och Korshunovs nära vän som han slogs tillsammans med i Afghanistan
- Michael Ray Miller – Överste Axelrod, Air Force Ones pilot
- Carl Weintraub – Överstelöjtnant Ingraham, Air Force Ones andrepilot
- Richard Doyle – Överste Bob Jackson, Air Force Ones backup-pilot